# WANDERER (チェッカーズの曲)
「WANDERER」（ワンダラー）は、1987年7月8日にリリースされた、チェッカーズの14枚目のシングル。

## 解説
「WANDERER」がオリコン初登場1位にならなかったら、作曲者の鶴久政治が「パンチパーマにする」とライブ中に宣言した。本作まで2作連続同チャート2位止まりだったが、本作はチェッカーズ通算9作目の同チャート1位を獲得した。
TBS『ザ・ベストテン』では「涙のリクエスト」以来、通算11作目の首位（4週連続）を獲得、同番組の1987年年間ベストテンは第16位。
チェッカーズとしてシングル曲でオリコンチャート、および『ザ・ベストテン』の両1位獲得は同曲が最後となり、それ以降1992年12月の解散（『ザ・ベストテン』は1989年9月で放映終了）までオリコン首位返り咲きは一度も果たせなかった。
日本テレビ『歌のトップテン』では1989年12月に「Friends and Dream」で1位を獲得している。
2002年に放送された日本テレビ『速報!歌の大辞テン』でこの楽曲のランキング入りの時、鶴久が「アイドル扱いされていた反動によって、演奏する時誰も笑わなくなった」と語った。

## 収録曲
1. WANDERER
  - 作詞：藤井郁弥　作曲：鶴久政治　編曲：THE CHECKERS FAM.
2. JAWSが島にやってきた!
  - 作詞：高杢禎彦・藤井郁弥　作曲：大土井裕二　編曲：THE CHECKERS FAM.